# 阿里阿拉特三世
阿里阿拉特三世 Ariarathes III (羅馬化：Ariaráthēs) （?—前220年）独立的卡帕多细亚的第一个国王（前255年~前220年在位）。
阿里阿拉特三世为卡帕多细亚总督阿里阿拉內斯二世之子。他的父亲在波斯帝国灭亡后，实际上是当地独立的王公。
阿里阿拉特与塞琉西帝国国王安条克二世（“神”）的女儿斯特拉托妮可结婚，以争取亚洲大国的支持。前250年，阿里阿拉特三世开始使用国王的称号。 
阿里阿拉特三世在塞琉西帝国内战中支持安條克·伊厄拉斯与塞琉古二世争夺王位。